# علاج باليود المشع

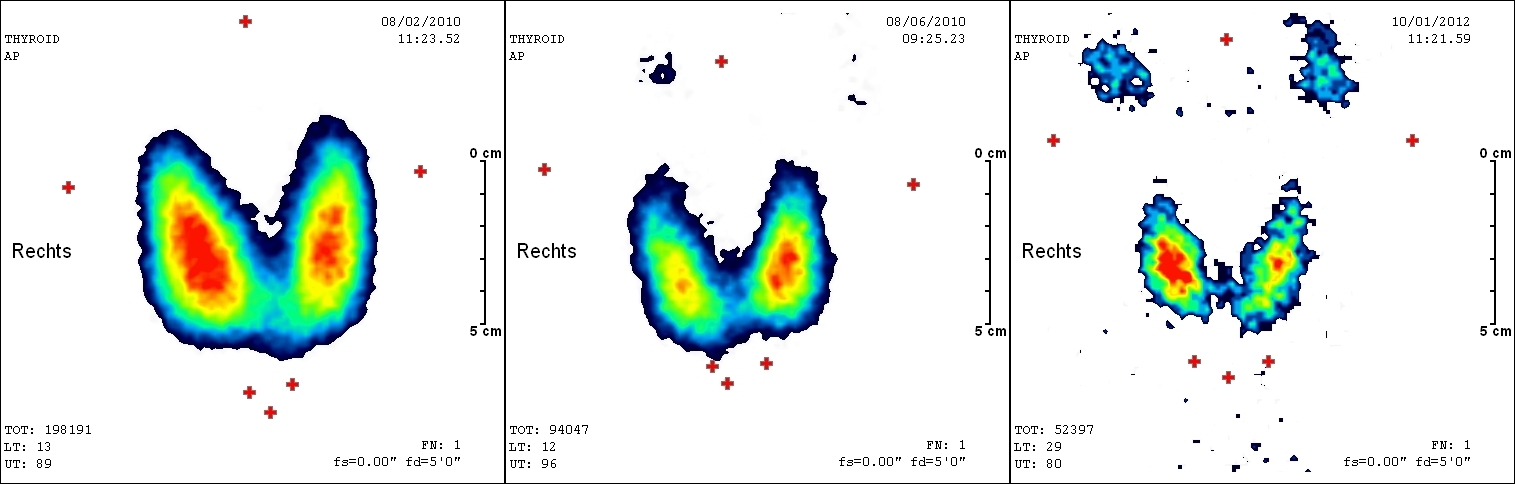
عدة صور لعلاج الغدة الدرقية بالأشعة: قبل العلاج، وبعد 3 أشهر، وبعد 6 أشهر بعد علاج مرض جريفز.

العلاج باليود المشع في الطب (بالإنجليزية : Radioactive Iodine Therapy أو RIT) هو نوع من العلاج في الطب الإشعاعي يستخدم لعلاج تضخم الغدة الدرقية ومرض جريفز Morbus Basedow وبعض أنواع الأورام السرطانية التي تصيب الغدة الدرقية. يستخدم نظير اليود-131 المشع الذي يتحلل عن طريق تحلل بيتا مصدرا أشعة بيتا (إلكترونات)، ويبلغ نصف العمر لهذا النظير المشع 8 أيام وهو يُختزن في الجسم البشري في خلايا الغدة الدرقية.
يخضع العلاج باليود-131 المشع في البلاد المختلفة إلى حماية القانون بالنسبة لتطبيقاته وهو يستخدم في ألمانيا في المستشفيات فقط. ويطبق هذا النوع من العلاج منذ الأربعينيات من القرن العشرين ويتميز بأعراض جانبية بسيطة وحتى أنه يستخدم على مدى طويل بغرض المتابعة والمراقبة بطريقة آمنة.
توجد في ألمانيا نحو 150 مصحة للعلاج باليود المشع تجري فيها بين 60.000 إلى 70.000 معالجة سنويا.

## طريقة العلاج والمبادئ الفيزيائية

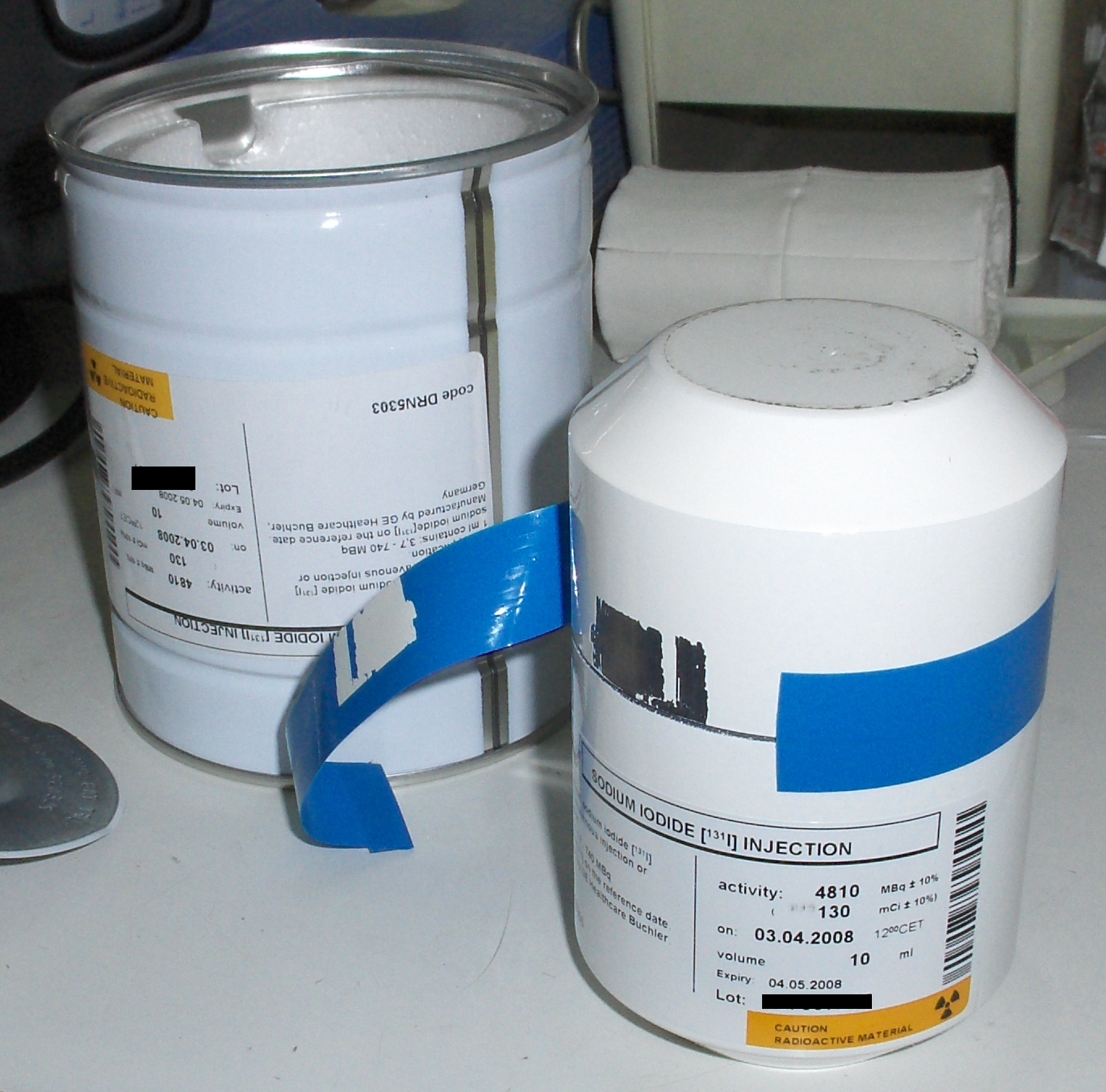
يحفظ يوديد الصوديوم المشع في أوعية من الرصاص السميك لمنع نفاذ الأشعة منها.

يستخدم اليود-131 المشع في صورة حبوب يوديد الصوديوم وكذلك كمحلول مائي. يتعاطاه المريض بالفم ويمكن حقنه في الأوعية الدموية في حالة صعوبة البلع. وهو ينتشر سريعا في الدم ويتركز ويختزن في خلايا الغدة الدرقية.
يتميز العلاج باليود المشع بأنه لا تختزن في أعضاء أخرى غير الغدة الدرقية. وأما جزء اليود الذي لا يختزن في الغدة الدرقية فهو يخرج سريعا مع البول عن طريق الكلى. كما يخرج جزء منه من الغدد العرقية وع طريق الأمعاء خارج الجسم. وبفض تلك الخواص لدورة اليود في جسم الإنسان فيمكن إعطائه بجرعات شديدة للعلاج، في حين لا تتضرر الأعضاء الأخرى من الإشعاع.
يُحضر اليود-131 في المفاعلات النووية ويتميز اليود-131 بعمر نصف قدره 02 و8 أيام. يتحلل اليود-131 أشعاعيا في الغدة الدرقية مُصدرا جسيمات بيتا (إلكترونات) ويتحول إلى زينون غير مشع، وتتميز الإلكترونات الصادرة من تحلل اليود-131 بطاقة قدرها 61 و0 مليون إلكترون فولت ولها مسار في الجسم يبلغ طوله 5 و0 مليمتر. تتسبب تلك الأشعة في علاج الأورام حيث تفني الخلايا المريضة. كما يصدر من اليود المشع أشعة غاما الشديدة النفاذية وأكبر مجموعة منها له طاقة قدرها 364 كيلو إلكترون فولت، وهي تغادر الغدة الدرقية بدون إصابة المريض بجرعة إشعاعية ذات ذكر بسببها، كما يمكن قياسها خارج الجسم عن طريق تصويرها.
تتسبب الأشعة في محيط خلايا الغدة الدرقية بإصابات في الدي إن إيه (DNA) (أنظر علاج إشعاعي).